# Птолемей Мемфит
Птолемей Мемфит (на старогръцки: Πτολεμαῖος ὁ Μεμφίτης, Ptolemaios Memphites; * 144 или 143 пр.н.е. в Мемфис, Египет, † 130 пр.н.е., Кипър) е син на египетския цар Птолемей VIII и сестра му съпруга Клеопатра II. Той е издигнат през 142 пр.н.е. за наследник на трона, но през 130 пр.н.е. е екзекутиран от баща му по време на конфликтите му с Клеопатра II.

## Биография
Роден е в Мемфис, старата столица на Египет, по време на коронизацията на баща му и той му дава името Мемфит. Птолемей VIII се жени (141/140 пр.н.е.) за племенницата си и доведена дъщеря Клеопатра III без да се разведе от жена си (сестра му). Това води до големи конфликти между царуващите брат и сестра.
През 131 пр.н.е. в Александрия избухва метеж сред народа, тълпата подпалва царския дворец, а Птолемей VIII и втората му жена Клеопатра III напускат столицата и отиват в Кипър. Голяма част от Египет минава под властта на Клеопатра II и тя издига за цар Птолемей Мемфит. Редица антични автори потвърждават, че по това време Птолемей VIII заповядва да отвлекат и убият Птолемей Мемфит, а разчленения труп е подреден в кутия и изпратен в Александрия на нейния рожден ден. Клеопатра II показва разчленения труп на нейния син на народа и така предизиква неговия гняф. В Рим през 130 пр.н.е. се говори в Сената за убийството на младия царски син.